# Ceratodon stenocarpus
Ceratodon stenocarpus là một loài rêu trong họ Ditrichaceae. Loài này được Bruch & Schimp. mô tả khoa học đầu tiên năm 1849.